# Зебровый пастушок
Зе́бровый пастушо́к (лат. Hypotaenidia torquata) — вид птиц из семейства пастушковых (Rallidae).

## Описание
Длина тела до 34 см. Верх тела, крылья и хвост коричневые, верх головы серый. Бока головы и горло чёрные, шея белая, низ тела с чёрно-белым полосатым рисунком. Есть коричневая полоса на груди, как у полосатого пастушка. Глаза красные, клюв чёрный, ноги буроватые.
Обитает на болотах и вблизи водоёмов, реже встречается в сухих лесах. Хорошо летает. Гнездится в густых зарослях, в кладке 3—4 яйца.

## Ареал
Обитает в Индонезии и на Филиппинах.

## Классификация
Международный союз орнитологов выделяет 5 подвидов с ареалами:
- Hypotaenidia torquata celebensis (Quoy & Gaimard, 1832) — Сулавеси и близлежащие юго-восточные острова
- Hypotaenidia torquata kuehni Rothschild, 1902 — архипелаг Тукангбеси
- Hypotaenidia torquata limaria (J. L. Peters, 1934) — остров Салавати и северо-запад Новой Гвинеи
- Hypotaenidia torquata sulcirostris (Wallace, 1863) — острова Пеленг и Сула
- Hypotaenidia torquata torquata (Linnaeus, 1766) — Филиппины